# Nana Plaza
Nana Plaza (anciennement Nana Entertainment Plaza) occupe un bâtiment commercial de trois étages dans le quartier Khlong Toei de Bangkok à environ 300 mètres de la station Nana du SkyTrain de Bangkok,. L'endroit est décrit, par son écriteau à l'entrée, comme le "plus grand terrain de jeu pour adultes au monde",,. Son nom vient de la famille influente et propriétaire Nana, Lek Nana étant le membre le plus célèbre de cette famille.
Avec Soi Cowboy et Patpong, Nana Plaza est l'une des trois zones rouges les plus célèbres de Bangkok. Elles attirent principalement des touristes.

## Histoire
Nana Plaza était initialement un restaurant et un centre commercial à la fin des années 1970. Au début des années 80, quelques go-go bars apparaissent et remplacent progressivement les boutiques et les restaurants. Au milieu des années 80, une vingtaine de go-go bars avaient ouvert dans la cour à trois niveaux, profitant de l'expansion des hôtels touristiques de la région.
En 2012, Nana Plaza a été vendue à une société thaïlandaise JVC Nana Partners Co Ltd., co-détenue par Fico corporation et Panthera Group (anciennement connu sous le nom de groupe Eclipse), l'un des plus grands exploitants de bars et de discothèques de Thaïlande , pour un montant estimé à 25 000 000 $ US. Panthera Group a rénové le complexe, fournissant les services de gestion et de sécurité.

## Installations
Trois hôtels de courte durée, dont l'un a été rénové, fonctionnent au dernier étage. Les hôtels de courte durée louent des chambres à l'heure ou plus à des clients pour prendre une fille de chambre à des fins sexuelles. La plupart des filles de Nana Plaza partiront avec les clients contre paiement. Il est interdit de fumer à l'intérieur, et il n'y a pas d'ascenseur. Le bâtiment ferme à 3h00 et reste en sommeil jusqu'au lendemain soir. En 2016, deux serveuses du bar Bangkok Bunnies de la place ont déclaré avoir reçu un salaire mensuel équivalent à 130 £ (165 $ US) et des pourboires quotidiens équivalant à 11–16 £ (14–20 $ US). Cela se compare à un salaire mensuel moyen en Thaïlande d'environ 13 800 bahts (388 USD) en 2016.
En juillet 2019, il y avait sept bars kathoey («ladyboy») à Nana Plaza,. Plusieurs autres bars ont quelques ladyboys dans leurs line-ups mélangés avec leurs go-go danseurs et go-go danseuses réguliers.

## Galerie

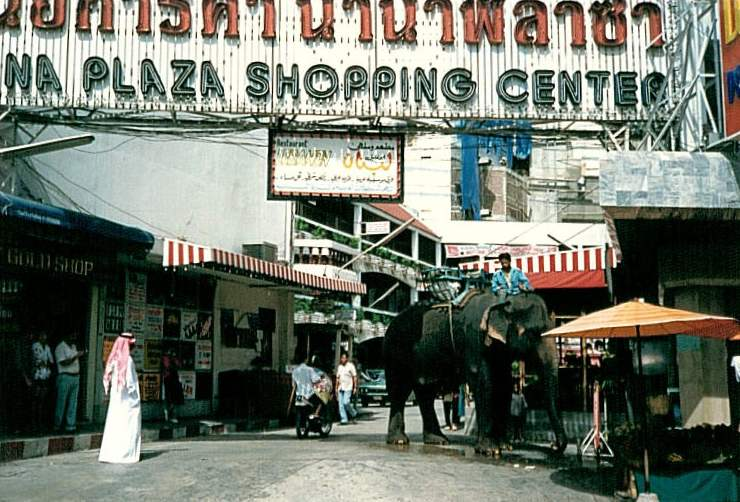
Entrée du Nana Plaza alors qu'il s'agissait d'un centre commercial
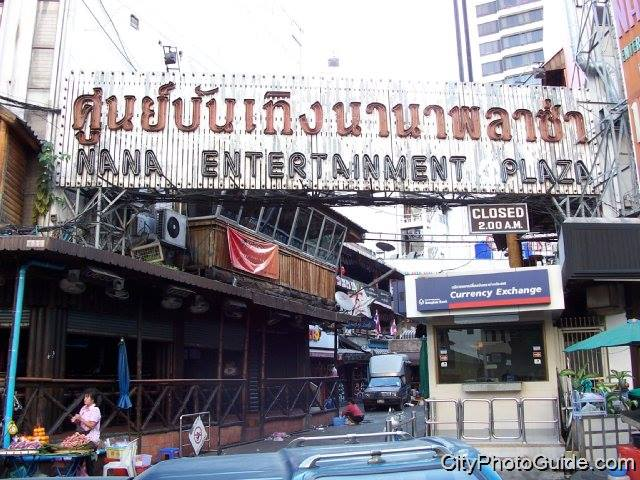
Entrée de Nana Entertainment Plaza montrant l'ancienne signalisation au plafond
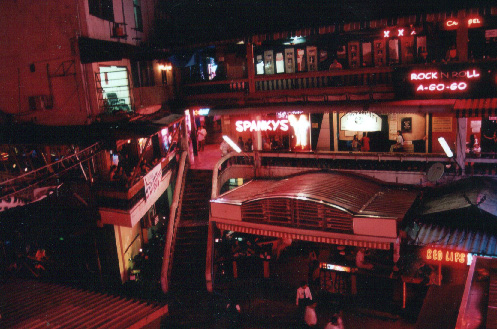
Nana Plaza, mai 2004
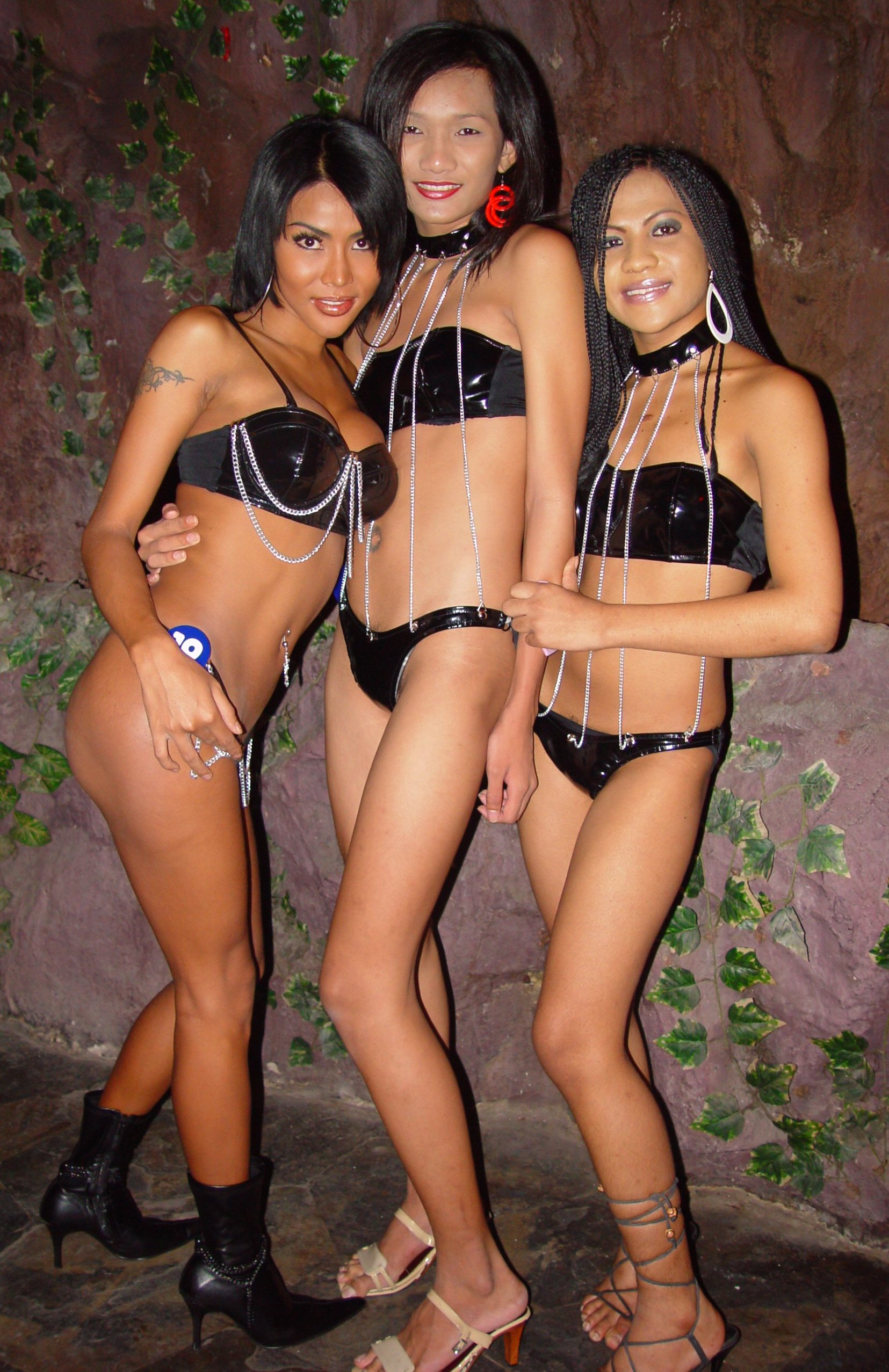
Ladyboys, Bar Cascade
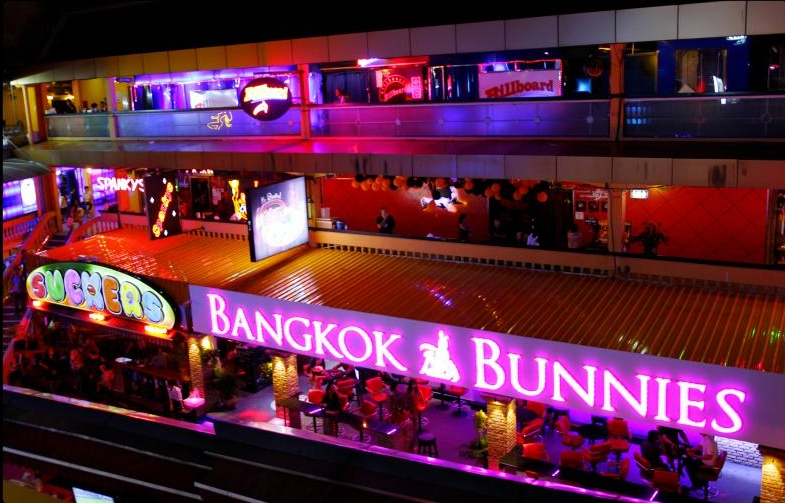
Nana Plaza, novembre 2015

## Voir également
- Vie nocturne à Bangkok
- Prostitution en Thaïlande